# Daniel Brink Towner
Daniel Brink Towner, född 1850, död 1919, var musikdirektör och tonsättare verksam inom Metodistkyrkan i USA.

## Sånger
- Den hand som blev naglad (*)
- Då vi vandrar med Gud, ledda helt av hans bud
- Ej silver, ej guld har förvärvat mig frälsning
- Med bävande hjärta jag söker dig (*)

(*) = Samma melodi